# عين بغزي
عين بغزي ، هي عين ماء سميت نسبة إلى صاحبها بغزي المطيري وهي التسمية القديمة لمنطقة الفردوس وتقع في محافظة الفروانية في دولة الكويت.